# Val Rendena
Val Rendena – rozległa dolina położona w północnych Włoszech, w regionie Trydent-Górna Adyga, w prowincji Trydent. Rozciąga się pomiędzy dwoma masywami Alp Retyckich będącymi częścią Alp Wschodnich. Na zachód i północ od doliny rozciąga się Grupa Adamella, a na wschód i południe Grupa Brenta. Dolina rozpoczyna się na południu jako odgałęzienie doliny Adygi, w okolicach miasta Tione di Trento, a na północy kończy się przełęczą Campo Carlo Magno położoną na wysokości 1681 m n.p.m.
W dolina administracyjnie podzielna jest pomiędzy 12 gmin, są to Pinzolo, Carisolo, Giustino, Massimeno, Caderzone, Strembo, Bocenago, Spiazzo, Pelugo, Vigo Rendena, Darè i Villa Rendena.
W północnej, najwyżej położonej części, przed przełęczą Campo Carlo Magno położona jest Madonna di Campiglio, znana jako letni kurort oraz ośrodek sportów zimowych.
Dnem doliny płynie rzeka Sarca, powstająca w miejscowości Carisolo, z połączenia dwóch dopływów Sarca di Campiglio z doliny głównej oraz Sarca di Genova z doliny bocznej Val Rendena. Sarca płynie do Jeziora Garda, gdzie po opuszczeniu jeziora zmienia nazwę na Mincio, będącego dopływem Padu.